# Fantôme (studio)
Pour les articles homonymes, voir Fantôme (homonymie).
Fantôme est un studio d'animation français spécialisé dans les images d'animation 3D. Il se consacre à la conception, la réalisation et la production de séries animées avec son partenaire Renato. Leurs productions Les Fables géométriques et Insektors recevront plus de 30 prix internationaux dont un Emmy Award. 
Fantôme est fondé par Georges Lacroix en 1985, repris par un investisseur Marc Minjauw et placé en liquidation judiciaire en 2001.

## Filmographie
- 1985 : Fly Bill, premier "Patchitoon" présentateur de magazine vidéo, animé
- 1986 : Sio Benbo, sélectionné au Film Show du Siggraph
- 1987 : Sio Benbor Junior, Grand Prix Pixel INA à Imagina 1989, sélectionné au Film Show du Siggraph 1989
- 1989 - 1991 : Les Fables géométriques, sélectionnées au Siggraph et Nicograph 1990, Grand Prix Fiction à Paris Cité 1990, primées à Imagina 1991, primées au Festival international du film d'animation d'Annecy, primées au festival d'animation d'Hiroshima
- 1989 - 1991 : Le Grand Ouah Ouah Bleu, sélectionné au Film Show du Siggraph, sélectionné au Nicograph 1990, Prix Pixel INA 1990 du générique de télévision
- 1993 - 1995 : Insektors, récompensé par plus de 30 prix internationaux, dont un International Emmy Award en 1994
- 1996 : Insektors Spécial Noël
- 1996 : Tous sur orbite !, en 52 épisodes de format court

- 1997 : Les Girafes de Mordillo